# Atosz
Az Atosz francia eredetű férfinév. Eredeti francia formája, az Athos Id. Alexandre Dumas névalkotása, A három testőr című regénye egyik szereplőjének felvett álneve. Eredete és jelentése ismeretlen, feltehetően a görögországi Athosz hegy nevéből.

## Gyakorisága
Az 1990-es években szórványosan fordult elő, a 2000-es években nem szerepel a 100 leggyakoribb férfinév között.

## Névnapok
ajánlott névnap
- március 10.[2]
- november 11.[2]

## Híres Atoszok
- Athos A három testőr című Dumas-regény egyik szereplője